# Tigran Petroszján
 Ez a cikk a sakkjátszmák algebrai lejegyzését alkalmazza.
Tigran Petroszján (örményül: Տիգրան Պետրոսյան, oroszul: Тигран Вартанович Петросян, Tyigran Vartanovics Petroszjan; Tbiliszi, 1929. június 17. – Moszkva, 1984. augusztus 13.) szovjet-örmény sakkozó, nemzetközi nagymester, 1963 és 1969 között a sakk világbajnoka, kilencszeres olimpiai bajnok, nyolcszoros Európa-bajnok, négyszeres szovjet bajnok (1959, 1961, 1969 és 1975), Grúzia bajnoka, Örményország bajnoka, teoretikus, szakíró, a filozófiai tudományok kandidátusa.
A «Шахматная Moszkva» című havilap szerkesztője (1963–1966), a „64” című hetente megjelenő sakklap alapítója és főszerkesztője (1968–1977)
Háromszor játszott világbajnoki döntőt, melyek közül kétszer elnyerte a címet, ezen felül még nyolcszor volt a világbajnokjelölti verseny résztvevője (1953, 1956, 1959, 1962, 1971, 1974, 1977 és 1980).
Nagy szerepe volt a sakk örményországi népszerűsítésében.
Beceneve „Vas Tigrán” volt, játékstílusáról, amelyet a szinte áthatolhatatlanul erős védelmek építése, a biztonságra való törekvés jellemzett.
2003-ban beválasztották a World Chess Hall of Fame (Sakkhírességek Csarnoka) tagjai közé.

## Élete és sakkpályafutása
Örmény családban született, szüleit hamar elvesztette és nagynénje nevelte fel. A sakkal az 1940-es évek elején a Tbiliszi Úttörőházban ismerkedett meg. Első sikereit 1945-ben érte el, amikor az össz-szövetségi ifjúsági sakkversenyen az 1–3. helyen végzett, majd 1946-ban megnyerte azt. 1945-ben Grúzia bajnoka, majd három évig Örményországban él, ahol 1946-ban és 1947/48-ban Örményország bajnoka lett. A sakkmesteri címet 1947-ben a szovjet bajnokság elődöntőjében szerezte meg.
1950-ben költözött Moszkvába, és ekkortól kezdve rohamosan javultak eredményei a szovjet bajnokságokon. 1950-ben 3., 1951-ben már az 1. helyen végez, és ezzel jogot nyer a világbajnoki versenysorozaton való részvételre. Ezt követően egészen 1982-ig minden világbajnoki ciklusban szerepel, közben 1963–1969 között ő a sakkozás világbajnoka. A Szovjetunió bajnokságát, amely a világ legerősebb bajnoksága, pályafutása alatt összesen hatszor nyeri meg.
A világbajnoki címet 1963-ban Botvinnik ellen szerezte meg, amikor 5:2-re 15 döntetlen mellett legyőzte a világbajnoki döntőben. 1966-ban Szpasszkij ellen sikeresen megvédte, amikor 4:3-ra legyőzte őt 17 döntetlen mellett. A következő világbajnoki döntőn 1969-ben azonban – éppen 40. születésnapján –, 12,5–10,5 (6–4) arányban vereséget szenvedett Szpasszkijtól, aki ezzel elhódította tőle a világbajnoki címet. Ezt követően még négy alkalommal játszott a világbajnokjelöltek párosmérkőzéses szakaszában, egy alkalommal csak a döntőben maradt alul.
1953. szeptembertől 1979. decemberig folyamatosan a világranglista első 10 helyezettje között volt található. Közben az 1961. május és 1964. január közötti időszakban 33 különböző hónapban vezette a világranglistát. Legmagasabb értékszáma a Chessmetrics historikus pontszámítása szerint 2796 volt, amit 1962. júliusban ért el.

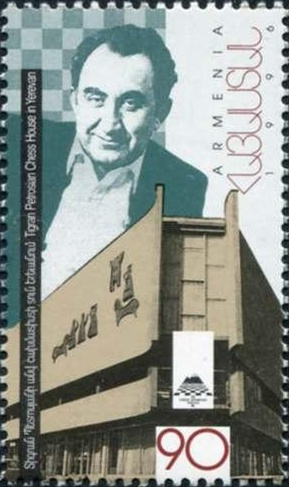
A Petroszján nevét viselő Sakkpalota Jerevánban örmény bélyegen

### Eredményei a világbajnokságokon
Először az 1954-es sakkvilágbajnokság versenysorozatában kvalifikálta magát a legjobbak közé. A zónaversenynek számító 1951. évi 19. szovjet bajnokságon a győztes Paul Keres mögött holtversenyben Jefim Gellerrel a 2–3. helyen végzett, ezzel kiharcolta a zónaközi versenyre való továbbjutás jogát. Az 1952-ben Saltsjöbadenben rendezett zónaközi versenyen a győztes Alekszandr Kotov mögött Mark Tajmanovval holtversenyben a 2–3. helyen végzett, és ezzel bejtuott a világbajnokjelöltek versenyébe. Az 1953-ban Zürichben rendezett világbajnokjelölti versenyen az 5. helyet szerezte meg.
Az 1957-es sakkvilágbajnokság versenysorozatában az 1955-ben Göteborgban rendezett zónaközi versenyen a 4. helyet érte el, ezzel továbbjutott a világbajnokjelöltek versenyébe. Az 1956-ban Amszterdamban rendezett világbajnokjelöltek versenyén Vaszilij Szmiszlov és Paul Keres mögött holtversenyben a 3–7. helyet szerezte meg.
Az 1960-as sakkvilágbajnoksági ciklusban az 1958-ban Portorozban rendezett zónaközi versenyen Tal és Gligoric mögött holtversenyben Benkő Pállal a 3–4. helyen végezve jutott tovább a világbajnokjelöltek versenyébe. A Jugoszlávia több városában rendezett világbajnokjelölti versenyen Tal és Keres mögött a 3. helyet szerezte meg.
Az 1963-as sakkvilágbajnoksági ciklusban az 1962-ben Stockholmban rendezett zónaközi versenyen Bobby Fischer mögött Jefim Gellerrel holtversenyben a 2–3. helyen végzett, ezzel továbbjutott a világbajnokjelöltek versenyébe. Az ugyanebben az évben Caracaoban rendezett világbajnokjelölti tornát megnyerve jogot szerzett arra, hogy a világbajnoki címért mérkőzzön Mihail Botvinnikkal.
Világbajnok
Az 1963. március–május között lejátszott világbajnoki döntőn Petroszján 12,5–9,5 arányban győzött, ezzel elhódította a világbajnoki címet. A Nemzetközi Sakkszövetség ekkor már megszüntette azt az 1951 óta létező szabályt, hogy a világbajnok visszavágót kérjen, így Botvinnik harmadik alkalommal már nem élhetett a cím visszaszerzésének egy éven belüli lehetőségével.
| Versenyző         | Ország      | 1 | 2 | 3 | 4 | 5 | 6 | 7 | 8 | 9 | 10 | 11 | 12 | 13 | 14 | 15 | 16 | 17 | 18 | 19 | 20 | 21 | 22 | Pont |
| ----------------- | ----------- | - | - | - | - | - | - | - | - | - | -- | -- | -- | -- | -- | -- | -- | -- | -- | -- | -- | -- | -- | ---- |
| Mihail Botvinnik  | Szovjetunió | 1 | ½ | ½ | ½ | 0 | ½ | 0 | ½ | ½ | ½  | ½  | ½  | ½  | 1  | 0  | ½  | ½  | 0  | 0  | ½  | ½  | ½  | 9½   |
| Tigran Petroszján | Szovjetunió | 0 | ½ | ½ | ½ | 1 | ½ | 1 | ½ | ½ | ½  | ½  | ½  | ½  | 0  | 1  | ½  | ½  | 1  | 1  | ½  | ½  | ½  | 12½  |
Az 1966-os sakkvilágbajnoksági ciklusban a világbajnokjelölti versenysorozatot Borisz Szpasszkij nyerte, így ő szerezte meg a regnáló világbajnok Petroszján kihívásának jogát. Az 1966. április–június között Moszkvában lezajlott párosmérkőzésen Petroszján 12,5–11,5 arányban győzött, ezzel megvédte világbajnoki címét.
| Versenyző         | Ország      | 1 | 2 | 3 | 4 | 5 | 6 | 7 | 8 | 9 | 10 | 11 | 12 | 13 | 14 | 15 | 16 | 17 | 18 | 19 | 20 | 21 | 22 | 23 | 24 | Pont |
| ----------------- | ----------- | - | - | - | - | - | - | - | - | - | -- | -- | -- | -- | -- | -- | -- | -- | -- | -- | -- | -- | -- | -- | -- | ---- |
| Tigran Petroszján | Szovjetunió | ½ | ½ | ½ | ½ | ½ | ½ | 1 | ½ | ½ | 1  | ½  | ½  | 0  | ½  | ½  | ½  | ½  | ½  | 0  | 1  | ½  | 1  | 0  | ½  | 12½  |
| Borisz Szpasszkij | Szovjetunió | ½ | ½ | ½ | ½ | ½ | ½ | 0 | ½ | ½ | 0  | ½  | ½  | 1  | ½  | ½  | ½  | ½  | ½  | 1  | 0  | ½  | 0  | 1  | ½  | 11½  |

Az 1969-es sakkvilágbajnokság versenysorozatát ismét Borisz Szpasszkij nyerte, így másodszor is megmérkőzhetett a Petroszjánnal a világbajnoki címért. Az 1969. április–június között Moszkvában lezajlott párosmérkőzésen ezúttal Szpasszkij győzött 12,5–10,5 arányban, ezzel elhódította világbajnoki címet.
| Versenyző         | Ország      | 1 | 2 | 3 | 4 | 5 | 6 | 7 | 8 | 9 | 10 | 11 | 12 | 13 | 14 | 15 | 16 | 17 | 18 | 19 | 20 | 21 | 22 | 23 | Points |
| ----------------- | ----------- | - | - | - | - | - | - | - | - | - | -- | -- | -- | -- | -- | -- | -- | -- | -- | -- | -- | -- | -- | -- | ------ |
| Borisz Szpasszkij | Szovjetunió | 0 | ½ | ½ | 1 | 1 | ½ | ½ | 1 | ½ | 0  | 0  | ½  | ½  | ½  | ½  | ½  | 1  | ½  | 1  | 0  | 1  | ½  | ½  | 12½    |
| Tigran Petroszján | Szovjetunió | 1 | ½ | ½ | 0 | 0 | ½ | ½ | 0 | ½ | 1  | 1  | ½  | ½  | ½  | ½  | ½  | 0  | ½  | 0  | 1  | 0  | ½  | ½  | 10½    |

Az 1972-es világbajnoki ciklusban előző világbajnokként csak a világbajnokjelöltek versenyének párosmérkőzéses szakaszában kellett részt vennie. Az első körben 4–3 arányban nyert a német Hübner ellen, az elődöntőben Viktor Korcsnoj ellen diadalmaskodott 5,5–4,5-re, és csak a döntőben kapott ki a később világbajnoki címet is megszerző amerikai Bobby Fischertől 6,5–2,5 arányban.
Az 1975-ös világbajnoki ciklusban az előző világbajnokjelölti verseny döntőseként ismét csak a párosmérkőzéses szakaszban kellett bekapcsolódnia a küzdelmekbe. Az első fordulóban nagy küzdelemben a rájátszásban győzött a magyar Portisch Lajos ellen 7–6-ra, az elődöntőben azonban Korcsnoj 3,5–1,5 arányú vezetésénél feladta a további játékot.
Az 1978-as világbajnoki ciklusban az 1976-ban Bielben rendezett zónaközi versenyen a győztes Bent Larsen mögött hármas holtverseny alakult ki Petroszján, Portisch és Tal között. A versenyről csak hárman juthattak tovább, ezért hármójuk között négyfordulós körmérkőzésen dőlt el a két továbbjutó hely sorsa. A rájátszást Petroszján nyerte Portisch előtt, így ők jutottak tovább a világbajnokjelölti párosmérkőzéses szakaszba. A párosmérkőzések során Petroszján az első körben 6,5–5,5 arányú vereséget szenvedett a később a világbajnoki döntőig jutó, akkor már disszidált, és állampolgársággal még nem rendelkező Viktor Korcsnojtól.
Az 1981-es világbajnoki ciklusban az 1979-ben Rio de Janeiróban rendezett zónaközi versenyen az első három helyen holtverseny alakult ki a magyar Portisch Lajos, Petroszján és a német Hübner között. Ők hárman jutottak tovább a párosmérkőzéses szakaszba, ahol Petroszjánnak ismét Korcsnoj jutott ellenfeléül, akitől ezúttal is vereséget szenvedett 5,5–3,5 arányban.
Az 1982/84-es világbajnoki ciklusban az 1982-ben Las Palmasban rendezett zónaközi versenyen csak az 5. helyet tudta megszerezni, így 28 év után először nem jutott be a világbajnokjelölti szakaszba.

### Olimpiai szereplései
1958–1978 között 10 sakkolimpián vett részt, amelyeken csapatban 9 arany és 1 ezüst, egyéniben további 6 aranyérmet szerzett. Az olimpiákon játszott 129 játszmából 78-at megnyert, 50-ben döntetlenül végzett, és összesen csak 1 alkalommal szenvedett vereséget. Ezzel a 79,8%-os eredményével az olimpiákon nyújtott teljesítmény szerinti örökranglistán a legalább négy olimpián szereplők között a 3. helyen áll Mihail Tal és Anatolij Karpov mögött. Az éremtáblázaton 15 arany és 1 ezüstérmével szám szerint a 3. legtöbb érmet szerezte Garri Kaszparov (15, 2, 2) és Vaszilij Szmiszlov (13, 2, 2) mögött.
| Év   | Olimpia         | Helyszín                  | Tábla    | Győzelem | Vereség | Döntetlen | %    | Helyezés csapat | Helyezés egyéni |
| 1958 | 13. sakkolimpia | München ( NSZK)           | 2. tart. | 8        | 0       | 5         | 80,8 | Aranyérem       | Aranyérem       |
| 1960 | 14. sakkolimpia | Lipcse ( NDK)             | 2. tart. | 11       | 0       | 2         | 92,3 | Aranyérem       | Aranyérem       |
| 1962 | 15. sakkolimpia | Várna ( Bulgária)         | 2.       | 8        | 0       | 4         | 83,3 | Aranyérem       | Aranyérem       |
| 1964 | 16. sakkolimpia | Tel-Aviv ( Izrael)        | 1.       | 6        | 0       | 7         | 73,1 | Aranyérem       | 6.              |
| 1966 | 17. sakkolimpia | Havanna ( Kuba)           | 1.       | 10       | 0       | 3         | 88,5 | Aranyérem       | Aranyérem       |
| 1968 | 18. sakkolimpia | Lugano ( Svájc)           | 1.       | 9        | 0       | 3         | 87,5 | Aranyérem       | Aranyérem       |
| 1970 | 19. sakkolimpia | Siegen ( Németország)     | 2.       | 6        | 0       | 8         | 71,4 | Aranyérem       | 6.              |
| 1972 | 20. sakkolimpia | Szkopje ( Jugoszlávia)    | 1.       | 6        | 1       | 9         | 65,6 | Aranyérem       | 8.              |
| 1974 | 21. sakkolimpia | Nizza ( Franciaország)    | 4.       | 11       | 0       | 3         | 89,3 | Aranyérem       | Aranyérem       |
| 1978 | 23. sakkolimpia | Buenos Aires ( Argentína) | 2.       | 3        | 0       | 6         | 66,7 | Ezüstérem       | 7.              |

### Csapat Európa-bajnokságai
1957–1983 között nyolc alkalommal vett részt a szovjet válogatott tagjaként a sakkcsapat Európa-bajnokságon, csapatban mind a nyolc alkalommal aranyérmet szerzett, emellett egyéniben négy arany és három ezüstéremmel gazdagodott. Teljesítménye 65,4%: 16 győzelem, 36 döntetlen, és egyszer sem szenvedett vereséget.
| Év   | Európa-b.                      | Helyszín                  | Tábla | Győzelem | Vereség | Döntetlen | %    | Helyezés csapat | Helyezés egyéni |
| 1957 | 1. Sakkcsapat Európa-bajnokság | Bécs ( Ausztria)          | 6.    | 3        | 0       | 2         | 80   | Aranyérem       | Aranyérem       |
| 1961 | 2. Sakkcsapat Európa-bajnokság | Oberhausen ( Németország) | 4.    | 5        | 0       | 3         | 81,3 | Aranyérem       | Aranyérem       |
| 1965 | 3. Sakkcsapat Európa-bajnokság | Hamburg ( Németország)    | 1.    | 2        | 0       | 8         | 60   | Aranyérem       | Aranyérem       |
| 1970 | 4. Sakkcsapat Európa-bajnokság | Kapfenberg ( Ausztria)    | 1.    | 1        | 0       | 5         | 58,3 | Aranyérem       | Ezüstérem       |
| 1973 | 5. Sakkcsapat Európa-bajnokság | Bath ( Anglia)            | 2.    | 2        | 0       | 5         | 64,3 | Aranyérem       | Aranyérem       |
| 1977 | 6. Sakkcsapat Európa-bajnokság | Moszkva ( Szovjetunió)    | 2.    | 1        | 0       | 5         | 58,3 | Aranyérem       | Ezüstérem       |
| 1980 | 7. Sakkcsapat Európa-bajnokság | Skara ( Svédország)       | 3.    | 0        | 0       | 5         | 50,0 | Aranyérem       | 6.              |
| 1983 | 8. Sakkcsapat Európa-bajnokság | Plovdiv ( Bulgária)       | 3.    | 2        | 0       | 3         | 70   | Aranyérem       | Ezüstérem       |

### Kiemelkedő versenyeredményei
A versenyek és eredmények a chessmetrics.com és a chessgames.com alapján.
| Év        | Helyszín            | Verseny                                   | +  | − | =  | Eredmény | Helyezés |
| --------- | ------------------- | ----------------------------------------- | -- | - | -- | -------- | -------- |
| 1945      | Leningrád           | Össz-szövetségi ifjúsági verseny          | 8  | 1 | 6  | 11/15    | 1 – 3    |
| 1945      | Tbiliszi            | Grúzia bajnoksága                         | 10 | 2 | 3  | 11½/15   | 1        |
| 1946      | Tbiliszi            | Grúzia bajnoksága                         | 10 | 4 | 5  | 12½/19   | 5        |
| 1946      | Jereván             | Örményország bajnoksága                   | 8  | 0 | 2  | 9/10     | 1        |
| 1946      | Leningrád           | Össz-szövetségi ifjúsági verseny          | 13 | 0 | 2  | 14/15    | 1        |
| 1947      | Jereván             | Örményország bajnoksága                   | 7  | 1 | 3  | 8½/11    | 2 – 4    |
| 1947      | Tbiliszi            | Össz-szövetségi mesterjelölt verseny      | 8  | 0 | 7  | 11½/15   | 1        |
| 1948      | Jereván             | Örményország bajnoksága                   | 12 | 0 | 1  | 12½/13   | 1 – 2    |
| 1948      | Tbiliszi            | Kaukázuson túli köztársaságok versenye    | 6  | 0 | 6  | 9/12     | 2        |
| 1949      | Jereván             | Örményország bajnoksága                   | 12 | 2 | 1  | 12½/15   | 2        |
| 1949      | Moszkva             | 17. szovjet bajnokság                     | 4  | 8 | 7  | 7½/19    | 16       |
| 1949      | Taskent             | Jubileumi verseny                         | 11 | 1 | 3  | 12½/15   | 1 – 2    |
| 1950      | Moszkva             | Moszkva bajnoksága                        | 4  | 1 | 10 | 9/15     | 3        |
| 1950      | Moszkva             | 18. szovjet bajnokság                     | 5  | 6 | 6  | 8/17     | 12 – 13  |
| 1951      | Moszkva             | Moszkva bajnoksága                        | 7  | 0 | 5  | 9½/12    | 1        |
| 1951      | Tbiliszi            | Mesterverseny                             | 7  | 3 | 5  | 9½/15    | 2 – 3    |
| 1951      | Moszkva             | 19. szovjet bajnokság                     | 8  | 2 | 7  | 11½/17   | 2 – 3    |
| 1952      | Budapest            | Nemzetközi verseny                        | 6  | 4 | 7  | 9½/17    | 7 – 8    |
| 1952      | Stockholm           | Zónaközi verseny                          | 7  | 0 | 13 | 13½/20   | 2 – 3    |
| 1953      | Bukarest            | Nemzetközi verseny                        | 7  | 0 | 12 | 13/19    | 2        |
| 1953      | Neuhausen, Zürich   | Világbajnokjelöltek versenye              | 6  | 4 | 18 | 15/28    | 5        |
| 1954      | Kijev               | 21. szovjet bajnokság                     | 6  | 0 | 13 | 12½/19   | 4 – 5    |
| 1954      | Belgrád             | Nemzetközi verseny                        | 7  | 3 | 9  | 11½/19   | 4 – 5    |
| 1955      | Moszkva             | 22. szovjet bajnokság                     | 4  | 0 | 15 | 11½/19   | 3 – 6    |
| 1955      | Göteborg            | Zónaközi verseny                          | 5  | 0 | 15 | 12½/20   | 4        |
| 1956      | Amszterdam          | Világbajnokjelölti verseny                | 3  | 2 | 13 | 9½/18    | 3–7      |
| 1957      | Moszkva             | 24. szovjet bajnokság                     | 7  | 4 | 10 | 12/21    | 7 – 8    |
| 1958      | Riga                | 25. szovjet bajnokság                     | 5  | 0 | 12 | 11/17    | 3 – 4    |
| 1958      | Portoroz            | Zónaközi verseny                          | 6  | 1 | 13 | 12½/20   | 3–4      |
| 1959      | Tbiliszi            | 26. szovjet bajnokság                     | 8  | 0 | 11 | 13½/19   | 1        |
| 1959      | Bled-Zágráb-Belgrád | Világbajnokjelölti verseny                | 7  | 4 | 17 | 15½/28   | 3        |
| 1960      | Beverwijk           | Nemzetközi verseny                        | 4  | 0 | 5  | 6½/9     | 1 – 2    |
| 1960      | Koppenhága          | Nimzovics emlékverseny                    |    |   |    | 11½/13   | 1        |
| 1960      | Leningrád           | 27. szovjet bajnokság                     | 10 | 2 | 7  | 13½/19   | 2–3      |
| 1961      | Moszkva             | 28. szovjet bajnokság                     | 9  | 1 | 9  | 13½/19   | 1        |
| 1961      | Zürich              | Nemzetközi verseny                        |    |   |    | 8½/11    | 2        |
| 1961      | Bled                | Nemzetközi verseny                        | 8  | 2 | 9  | 12½/19   | 3–5      |
| 1962      | Stockholm           | Zónaközi verseny                          | 8  | 0 | 14 | 15/22    | 2–3      |
| 1962      | Curacao             | Világbajnokjelölti verseny                | 8  | 0 | 19 | 17½/27   | 1        |
| 1963      | Los Angeles         | 1. Piatigorsky kupa                       | 4  | 1 | 9  | 8½/14    | 1–2      |
| 1964      | Buenos Aires        | Nemzetközi verseny                        |    |   |    | 12½/17   | 2        |
| 1965      | Jereván             | Nemzetközi verseny                        | 4  | 0 | 9  | 8½/13    | 2–3      |
| 1965      | Zágráb              | Nemzetközi verseny                        |    |   |    | 12½/19   | 3        |
| 1966      | Moszkva             | Tréning                                   |    |   |    | 8½/10    | 1        |
| 1966      | Santa Monica        | 2. Piatigorsky kupa                       | 3  | 3 | 12 | 9/18     | 6–7      |
| 1967      | Velence             | Nemzetközi verseny                        |    |   |    | 10/13    | 2–3      |
| 1967      | Moszkva             | Nemzetközi verseny                        | 3  | 3 | 11 | 8½/17    | 9–12     |
| 1968      | Palma de Mallorca   | Nemzetközi verseny                        | 7  | 1 | 9  | 11½/17   | 4        |
| 1969      | Palma de Mallorca   | Nemzetközi verseny                        | 6  | 0 | 11 | 11½/17   | 2        |
| 1969      | Moszkva             | 37. szovjet bajnokság                     | 8  | 0 | 19 | 17½/27   | 1        |
| 1970      | Rovinj-Zágráb       | Nemzetközi verseny                        | 5  | 1 | 11 | 10½/17   | 6        |
| 1971      | Wijk aan Zee        | Hoogovens nemzetközi verseny              |    |   |    | 9½/15    | 2–5      |
| 1971      | Moszkva             | Aljechin-emlékverseny                     | 4  | 1 | 12 | 17½/27   | 4–5      |
| 1972      | San Antonio         | Nemzetközi verseny                        | 6  | 0 | 9  | 10½/15   | 1–3      |
| 1972      | Szarajevó           | Nemzetközi verseny                        |    |   |    | 10½/15   | 2        |
| 1973      | Amszterdam          | IBM verseny                               |    |   |    | 10/15    | 1–2      |
| 1973      | Las Palmas          | Nemzetközi verseny                        |    |   |    | 9½/15    | 1–2      |
| 1973      | Moszkva             | 41. szovjet bajnokság                     | 4  | 0 | 13 | 10½/17   | 2–6      |
| 1975      | Las Palmas          | Nemzetközi verseny                        | 4  | 0 | 10 | 9/14     |          |
| 1975      | Moszkva             | Aljechin-emlékverseny                     | 4  | 1 | 10 | 9/15     | 6 – 7    |
| 1975      | Jereván             | 43. szovjet bajnokság                     | 6  | 1 | 8  | 10/15    | 1        |
| 1976      | Lon Pine            | Nemzetközi verseny                        | 4  | 0 | 3  | 5½/7     | 1        |
| 1976      | Tbiliszi            | Szovjet Kupa                              | 1  | 0 | 6  | 4/7      |          |
| 1976      | Biel                | Zónaközi verseny                          | 6  | 1 | 12 | 12/19    | 2 – 4    |
| 1976      | Varese              | Hármasverseny (Petroszján, Portisch, Tal) | 1  | 0 | 7  | 4½/8     | 1        |
| 1976      | Moszkva             | 44. szovjet bajnokság                     | 6  | 2 | 9  | 10½/17   |          |
| 1977      | Szocsi              | Csigorin-emlékverseny                     | 3  | 0 | 12 | 9/15     | 5 – 9    |
| 1977      | Leningrád           | 45. szovjet bajnokság                     | 4  | 1 | 10 | 9/15     | 3 – 4    |
| 1978/1979 | Hastings            | Nemzetközi verseny                        | 5  | 0 | 9  | 9½/14    | 2 – 3    |
| 1978      | Lon Pine            | Nemzetközi verseny                        | 3  | 0 | 6  | 6/9      |          |
| 1978      | Vilniusz            | Nemzetközi verseny                        | 6  | 1 | 8  | 10/15    | 2        |
| 1979      | Tallinn             | Keres-emlékverseny                        | 8  | 0 | 8  | 12/16    | 1        |
| 1979      | Rio de Janeiro      | Zónaközi verseny                          | 6  | 0 | 11 | 11½/17   | 1 – 3    |
| 1979      | Buenos Aires        | Nemzetközi verseny                        | 2  | 3 | 8  | 6/13     | 9 – 10   |
| 1979      | Banja Luka          | Nemzetközi verseny                        | 3  | 0 | 12 | 9/15     | 4        |
| 1980      | Las Palmas          | Nemzetközi verseny                        | 6  | 0 | 5  | 8½/11    | 1 – 3    |
| 1980      | Vrbas               | Nemzetközi verseny                        | 2  | 0 | 9  | 6½/11    | 2 – 4    |
| 1980      | Bar                 | Nemzetközi verseny                        | 7  | 0 | 6  | 10/13    | 1        |
| 1981      | Moszkva             | Nemzetközi verseny                        | 1  | 2 | 10 | 6/13     | 9 – 10   |
| 1981      | Oberwart            | Nemzetközi verseny                        | 6  | 0 | 3  | 7½/9     | 2 – 6    |
| 1981      | Vrsac               | Nemzetközi verseny                        | 6  | 1 | 8  | 10/15    | 3        |
| 1981      | Tilburg             | Nemzetközi verseny                        | 3  | 0 | 9  | 7½/12    | 2        |
| 1982      | Las Palmas          | Zónaközi verseny                          | 3  | 1 | 9  | 7½/13    | 4 – 5    |
| 1982      | Bugojno             | Nemzetközi verseny                        | 2  | 1 | 10 | 7/13     | 6 – 8    |
| 1982      | Tilburg             | Nemzetközi verseny                        | 3  | 2 | 6  | 6/11     | 5 – 6    |
| 1983      | Tallinn             | Keres-emlékverseny                        | 3  | 0 | 12 | 9/15     | 3 – 5    |
| 1983      | Moszkva             | 50. szovjet bajnokság                     | 2  | 2 | 11 | 7½/15    | 6 – 9    |

## Sakkelméleti munkássága
Az alábbi megnyitási változatok őrzik a nevét:
- Elhárított vezércsel, Petroszján–Charousek-változat ECO D31: 1.d4 d5 2.c4 e6 3.Hc3 Fe7
- Királyindiai védelem, Bobocov–Korcsnoj–Petroszján-változat ECO E81: 1. d4 Hf6 2.c4 g6 3.Hc3 Fg7 4.e4 d6 5.f3 O-O 6.Hge2
- Vezérindiai védelem, Kaszparov–Petroszján-változat ECO E12: 1.d4 Hf6 2.c4 e6 3.Hf3 b6 4.Hc3 Fb7 5.a3
- Petroszján-csel ECO A46: 1.d4 Hf6 2.Hf3 e6 3.Fg5 c5 4.e3 b6 5.d5
- Grünfeld-védelem, Petroszján-rendszer ECO D91: 1.d4 Hf6 2.c4 g6 3.Hc3 d5 4.Hf3 Fg7 5.Fg5
- Benoni védelem, Petroszján-rendszer ECO A56: 1.d4 Hf6 2.c4 c5 3.d5 e5
- Francia védelem, Petroszján-változat ECO C16: 1.e4 e6 2.d4 d5 3.Hc3 Fb4 4.e5 Vd7
- Királyindiai védelem, Petroszján-változat ECO E92: 1.d4 Hf6 2.c4 g6 3.Hc3 Fg7 4.e4 d6 5.Hf3 O-O 6.Fe2 e5 7.d5
- Elhárított vezércsel, Petroszján-változat ECO D55: 1.d4 d5 2.c4 e6 3.Hc3 Hf6 4.Fg5 Fe7 5.e3 O-O 6.Hf3 h6 7.Fxf6 Fxf6 8.Bc1 c6 9.Fd3 Hd7 10.O-O dxc4
- Vezérindiai védelem, Petroszján-változat ECO E12: 1.d4 Hf6 2.c4 e6 3.Hf3 b6 4.a3

## Magánélete
Felesége Jona Jakovlevna Petroszjána (Avinezer, 1925–2003), akivel két gyereket nevelt: saját gyereküket Vartant, és Mihailt, akit örökbe fogadtak. A Jereváni Tanárképző Főiskolát végezte el, majd később, már sakkvilágbajnokként ugyanott filozófiai posztgraduális tanulmányokat folytatott. A Szovjetunió Sakkszövetsége elnökségének tagja volt.
Gyomorrákban halt meg Moszkvában. Sírja a moszkvai örmény temetőben található.

## Díjai, kitüntetései
- A Szovjetunió Kiváló Sportolója
- Népek barátsága érdemrend
- Znak pocseta
- Medal za trudovovo dobleszty

## Emlékezete

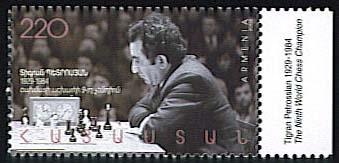
Születésének 75. évfordulóján az Örmény Köztársaság bélyeget adott ki (2005. február 25-én)

- 2005. február 25-én, 75. születésnapjára Jerevánban postabélyeget adtak ki a tiszteletére
- Jerevánban a Sakkpalota előtt mellszobra látható
- Az örményországi Aparanban egész alakos szobrot állítottak a tiszteletére
- Róla nevezték el Örményország Központi Sakk-klubját
- 2006. július 7-én Jereván Davidashen kerületében szobrot állítottak neki a róla elnevezett utcában[56]
- 1984 óta rendeznek Petroszján-emlékversenyeket
- 1987 óta rendezik Moszkvában a nevét viselő ifjúsági csapatversenyt
- A Nemzetközi Sakkszövetség (FIDE) 2004-et Tigran Petroszján-emlékévnek nevezte el, és nevét viselő díjat alapított az előző időszakban legeredményesebb edzők számára.
- 1987-ben Petroszján-emlékérmét adtak ki
- 2018-ban az ő arcképével adták ki az örmény 2000 dramos bankjegyet[57]

## Megjelent művei

### Orosz nyelven
- Петросян Т. В. Шахматы и философия. – Ереван, 1968
- Шахматные лекции Петросяна (сост. Э. Шелтман). – М.: Физкультура и спорт, 1989. 173, [2] с. (Библиотечка шахматиста) ISBN 5-278-00166-6.
- Стратегия надежности. Москва : Физкультура и спорт, 1985. 400 с (Выдающиеся шахматисты мира)
- Мои лучшие партии. Москва : Русский шахматный дом, 2015. 500 с (Великие шахматисты мира)

### Magyarul
- Petroszjan tanít; összeáll. Eduard Sehtman, ford. Széll Lajos; Sport, Bp., 1989 ISBN 9632538277[58]

## Róla szóló irodalom
- Garri Kimovics Kaszparov: Nagy elődeim 3. – Tigran Petroszján (Chess-Press Sakk-Központ, 2007) ISBN 9638762713[59] (Eredeti kiadása: Каспаров Г. К.: Мои великие предшественники. 3 : От Петросяна до Спасского. Москва : РИПОЛ Классик, 2004. 381, [1] с., [24] л. ил. ISBN 5-7905-2979-8.
- Васильев В. Л.: Загадка Таля ; Второе «я» Петросяна. Москва : Физкультура и спорт, 1973. 336 с.
- Линдер В. И., Линдер И. М. Короли шахматного мира. М.: Терра-Спорт, 2001
- Чатинян Р.А., Ханамирян Г.С. Тигран Петросян. Хроника борьбы за шахматную корону. Ереван: Изд-во ЕГУАС, 2013. 208 с.
- P.H. Clarke: Petrosian's best games of chess 1946-63. Bell, London 1964
- Jerzy Konikowski und Pit Schulenburg: Tigran Petrosjan, Joachim Beyer Verlag, Hollfeld 1994, ISBN 3-88805-117-7
- Alexej Suetin: Tigran Petrosjan: die Karriere eines Schachgenies. Verlag Bock und Kübler, Berlin 1997. ISBN 3-86155-056-3
- Raymond Keene, Julian Simpole: Petrosian vs the Elite, Batsford 2006, ISBN 0713490497
- Chelminski, Rudolph (1969). „Close-up: Tigran Petrosian”. Time Magazine 66 (4), 41–46. o.
- Chernev, Irving. Twelve Great Chess Players and Their Best Games. New York: Dover, 92–108. o. (1995). ISBN 0-486-28674-6
- Clarke, P. H.. Tigran Petrosian – Master of Defence: Petrosian's Best Games 1946–63. B. T. Batsford (1964). ISBN 0-7134-6900-5
- Kasparov, Garry. My Great Predecessors, Part III. Everyman Chess (2004). ISBN 978-1-85744-371-4
- Petrosian, Tigran. Petrosian's Legacy. Editions Erebouni (1990)
- Schonberg, Harold C.. Grandmasters of Chess. J. B. Lippincott & Co. (1973). ISBN 0-397-01004-4
- szerk.: Anne Sunnucks: Petrosian, Tigran, The Encyclopedia of Chess. St. Martin's Press (1970)
- Vasiliev, Viktor. Tigran Petrosian: His Life and Games. B. T. Batsford (1974)
- szerk.: Winter, Edward G.: World Chess Champions (1981). ISBN 0-08-024094-1

### Angol nyelven
- Tigran Petroszján játszmái a chessgames.com oldalon
- Biography
- Tigran Petroszján rövid életrajza Archiválva 2015. november 22-i dátummal a Wayback Machine-ben
- „Vas Tigran”
- Petrosian vs the Elite (angolul)
- Spassky-Petrosian WCh 1966 Multimedia Annotated Game
- Joe Parkinson: Winning Move: Chess Reigns as Kingly Pursuit in Armenia (angolul)
- Eredményeinek statisztikái

### Magyarul
- Sakkvilágbajnokok
- Született ellenségek
- Garri Kaszparov: Nagy elődeim; közrem. Dmitrij Pliszeckij, ford. Szalay Tibor; Chess-Press Sakk-Központ, Szeged, 2007
  - 3. Tigran Petroszjan

| Előző Mihail Botvinnik | Sakkvilágbajnok 1963–1969 | Következő Borisz Szpasszkij |